# Mbiim
Mbiim (ou Mbim) est une localité du Cameroun située dans la région du Nord-Ouest et le département du Bui. Elle fait partie de la commune de Nkum.

## Population
En 1969, le village comptait 990 habitants, principalement des Noni.
Lors du recensement de 2005, on y a dénombré 1 694 personnes.